# Сельфідже Чіу
Сельфідже Чіу (алб. Selfixhe Ciu, у шлюбі Броя (Selfixhe Broja), псевдонім Kolombja; 1918, Гірокастра (Албанія) — 2003, Тирана) — албанська письменниця і перекладачка. Перша албанська письменниця, яка опублікувала свої твори в Албанії.

## Біографія
Народилася в місті Гірокастрі (на півдні Албанії) в 1918 у родині купця Ібрагіма Чіу. Дитинство провела у рідному місті, де закінчила школу для дівчат «Уран Бундо». Тоді ж Сельфідже Чіу потоваришувала з Мусиною Кокаларі, першою албанською жінкою, яка опублікувала роман. Знайомства з тогочасними журналістами Нонда Булка, Петро Марко та Коле Бериша, членами комуністичних груп вплинуло на її подальше життя і творчість.
Сельфідже навчалася у Флоренції, коли почалося італійське вторгнення в Албанію в 1939 році. Вона повернулася до Албанії разом з чоловіком Джемалем Броєю (познайомились в Італії) і відкрила з ним книжковий магазин в Шкодрі. Сельфідже вступила до лав Комуністичної партії Албанії, і була однією з організаторів несанкціонованої антифашистської демонстрації 22 лютого 1942 року.
За це її заарештували і засудили до смертної кари, але випустили. В 1947 році вона була ув'язнена, а потім інтернована. Її чоловік пішов за нею. У 1998 році Сельфідже Чіу опублікувала мемуари, а також вірші та інші публікації в книзі під назвою «Вітри життя» (англ. Winds of life).
Сельфідже Чіу померла в 2003 році у 85-річному віці.

## Літературна творчість
28 листопада 1935 року, 17-річна Сельфідже Чіу під псевдонімом Коломб'я (алб. Kolombja) опублікувала власний вірш у газеті «Populli».
Сельфідже Чіу входить до когорти албанських письменників періоду 1930-х років. У 1930-ті в Албанії панувало небувале політичне і соціальне бродіння. Проте літературне оновлення припинилося з окупацією Албанії Італією в 1939 році і початком Другої світової війни. Багато молодих літераторів перестали публікуватися, інші потрапили до тюрми; деякі покинули країну.